# ساتيبو
ساتيبو (بالإنجليزية: Satipo)‏ هي مدينة، تتبع Satipo province ‏، بلغ عدد سكانها 10,052 نسمة.